# Dorceau
Dorceau ist eine Ortschaft und eine ehemalige französische Gemeinde mit zuletzt 425 Einwohnern (Stand: 2013) im Département Orne in der Region Normandie. Sie gehörte zum Arrondissement Mortagne-au-Perche und zum Kanton Bretoncelles.
Mit Wirkung vom 1. Januar 2016 wurden die bisherigen Gemeinden Bellou-sur-Huisne, Rémalard und Dorceau zu einer Commune nouvelle mit dem Namen Rémalard en Perche zusammengeschlossen. Den ehemaligen Gemeinden wurde in der neuen Gemeinde der Status einer Commune déléguée nicht zuerkannt. Der Verwaltungssitz befindet sich im Ort Rémalard.

## Bevölkerungsentwicklung
| Jahr      | 1962 | 1968 | 1975 | 1982 | 1990 | 1999 | 2008 | 2013 |
| --------- | ---- | ---- | ---- | ---- | ---- | ---- | ---- | ---- |
| Einwohner | 362  | 336  | 321  | 313  | 345  | 383  | 413  | 386  |

## Sehenswürdigkeiten
- Kirche Saint-Étienne, 29. November 1948 ein Monument historique
- Bauernhof Ferme Neuve, seit dem 31. März 2006 ein Monument historique

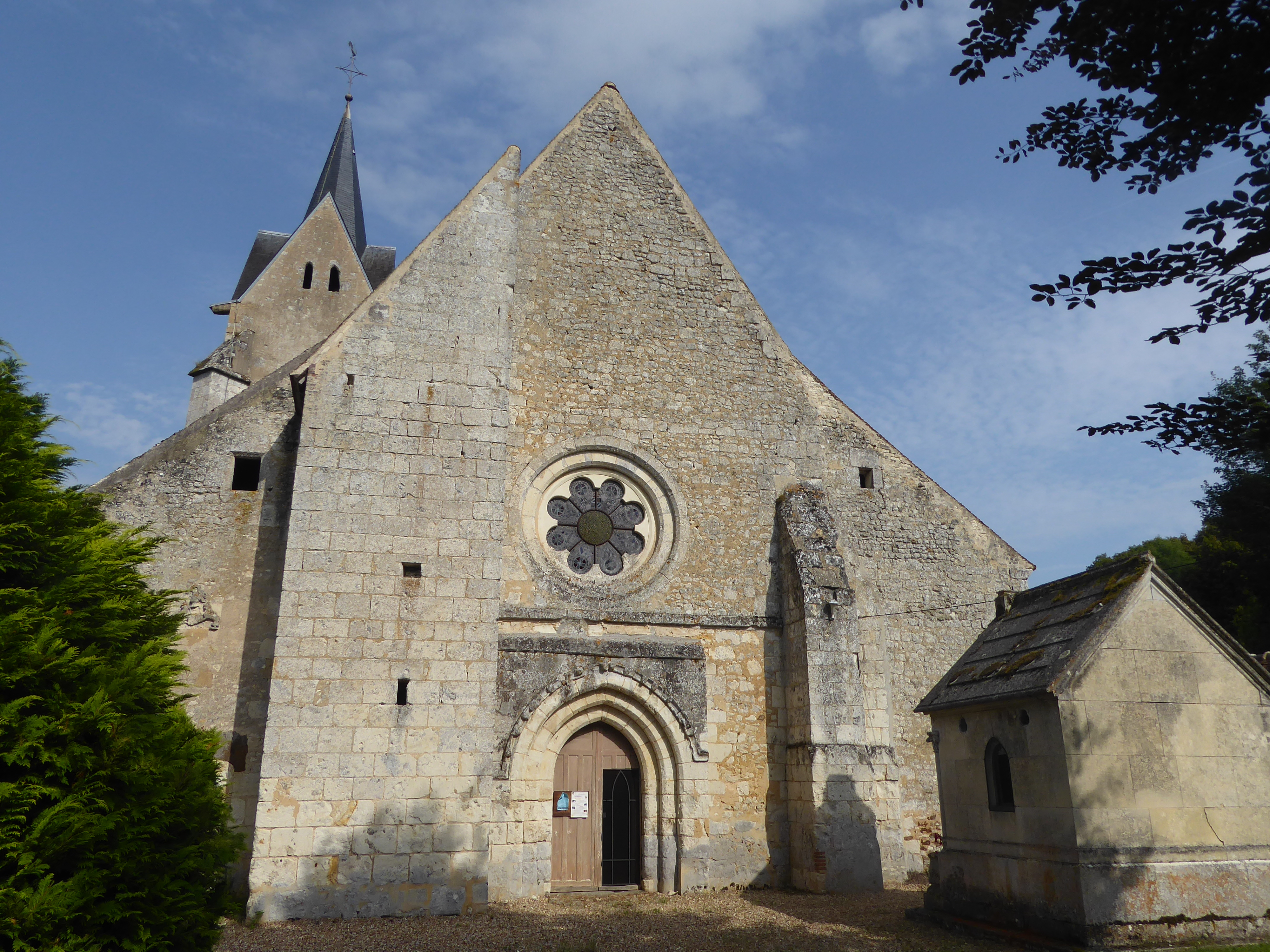
Kirche Saint-Étienne
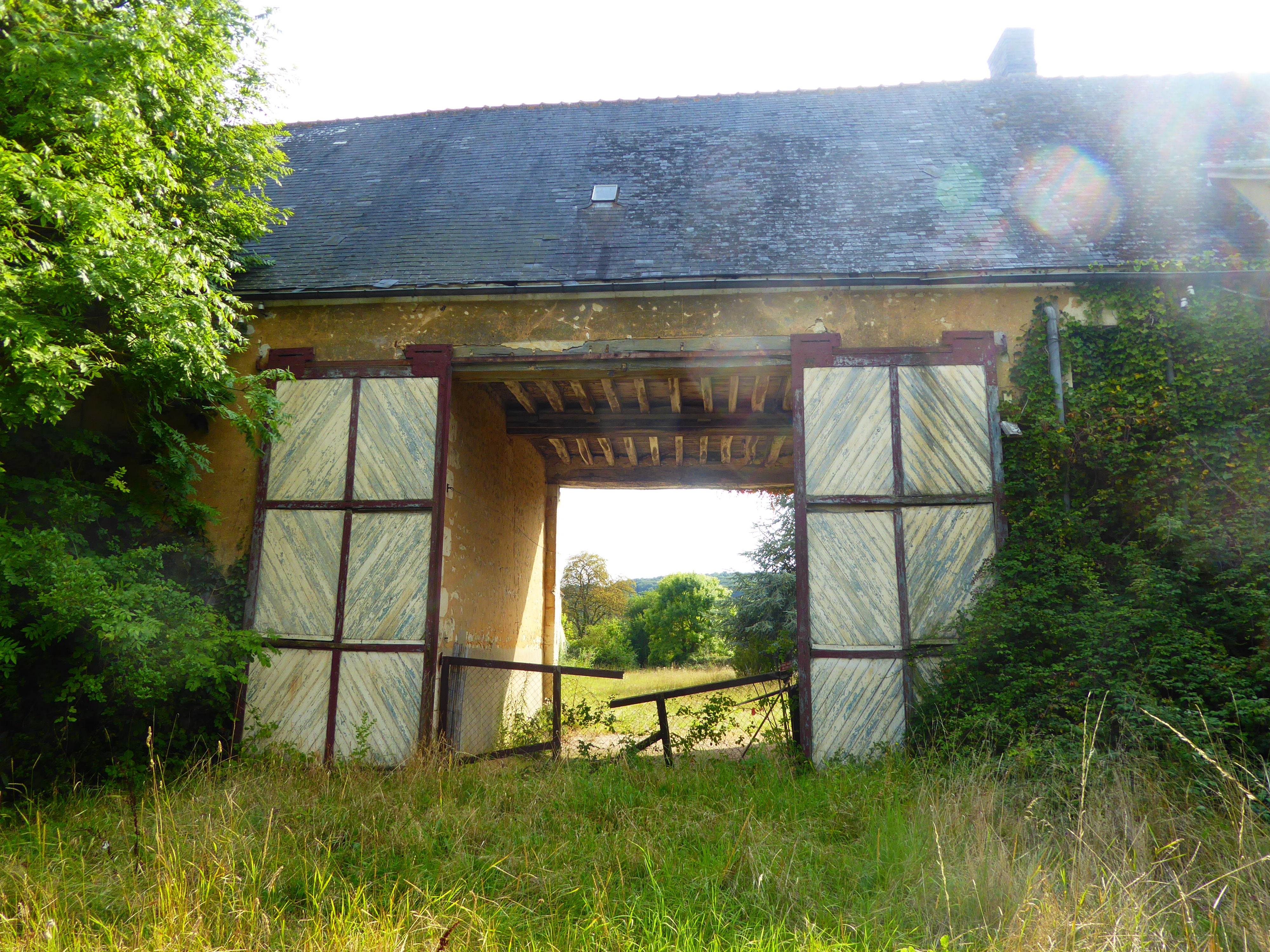
Ferme Neuve